# Cypella
Cypella – rodzaj roślin należący do rodziny kosaćcowatych (Iridaceae). Obejmuje około 25–30 gatunków. Rośliny te występują na kontynentach amerykańskich od Meksyku po Argentynę, w większości w Ameryce Południowej od Peru i Brazylii na południe. Rosną zwykle w miejscach skalistych, wilgotnych i nad wodami oraz na skrajach lasów. Niektóre gatunki uprawiane są jako ozdobne w klimacie ciepłym.

## Morfologia
PokrójByliny wyrastające z bulwy osłoniętej pofałdowanymi łuskami. Osiągają do 75 cm wysokości.
LiścieRównowąskie, pofałdowane, osiągają do 45 cm wysokości.
KwiatyZebrane po kilka w rozgałęzione kwiatostany na szczycie pędu kwiatonośnego. Kwiaty wsparte są parą przysadek. Okwiat efektowny, podobny do kwiatów kosaćca, barwy najczęściej żółtej lub niebieskiej. Listki z zewnętrznego okółka okwiatu okazałe i rozpostarte. Listki okółka wewnętrznego są mniejsze, wzniesione i często owłosione. Listki okwiatu są wolne. Pręciki są trzy i przykryte są spłaszczonymi szyjkami słupka, ich nitki są wolne. Zalążnia jest dolna, trójkomorowa, z licznymi zalążkami. Szyjki słupka trzy, płatkowate.
OwoceTrójkomorowe torebki zawierające liczne, kanciaste nasiona.

## Systematyka
Rodzaj z plemienia Tigridieae, z podrodziny Iridoideae z rodziny kosaćcowatych (Iridaceae).
Wykaz gatunków
- Cypella amambaica Ravenna
- Cypella aquatilis Ravenna
- Cypella armosa Ravenna
- Cypella catharinensis Ravenna
- Cypella craterantha Ravenna
- Cypella crenata (Vell.) Ravenna
- Cypella curuzupensis Ravenna
- Cypella discolor Ravenna
- Cypella elegans Speg.
- Cypella exilis Ravenna
- Cypella fucata Ravenna
- Cypella geniculata (Klatt) Ravenna
- Cypella hauthalii (Kuntze) R.C.Foster
- Cypella herbertii (Lindl.) Herb.
- Cypella laeta Ravenna
- Cypella lapidosa Ravenna
- Cypella laxa Ravenna
- Cypella mandonii Rusby
- Cypella oreophila Speg.
- Cypella osteniana Beauverd
- Cypella pabstiana Ravenna
- Cypella pusilla (Link & Otto) Benth. & Hook.f. ex B.D.Jacks.
- Cypella suffusa Ravenna
- Cypella trimontina Ravenna
- Cypella yatayphila Ravenna